# Cuerpo de cadetes navales

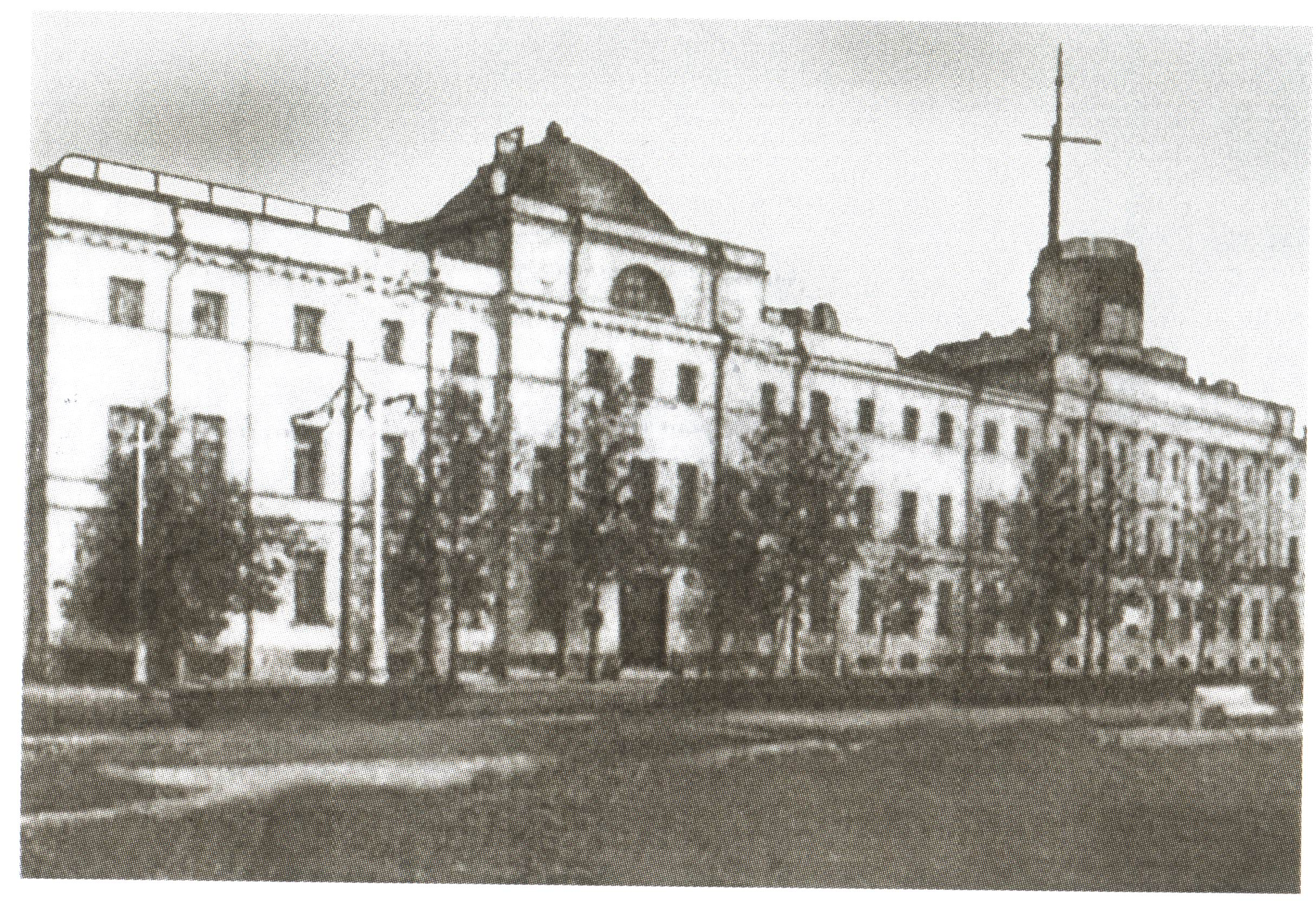
Fachada del Cuerpo de Cadetes de la Marina en 1900.

El Cuerpo de cadetes navales (en ruso: Морской кадетский корпус, romanizado: Morskoy kadetski korpus) es la institución educativa militar más antigua de la Armada de Rusia. Desde su 300 aniversario el 25 de enero de 2001, se denomina oficialmente Cuerpo de Cadetes Navales Pedro el Grande del Instituto Naval de San Petersburgo (en ruso: Морской корпус Петра Великого — Санкт-Петербургский военно-морской институт). Está ubicado en San Petersburgo, en el número 17 del terraplén del Teniente Schmidt.

## Historia

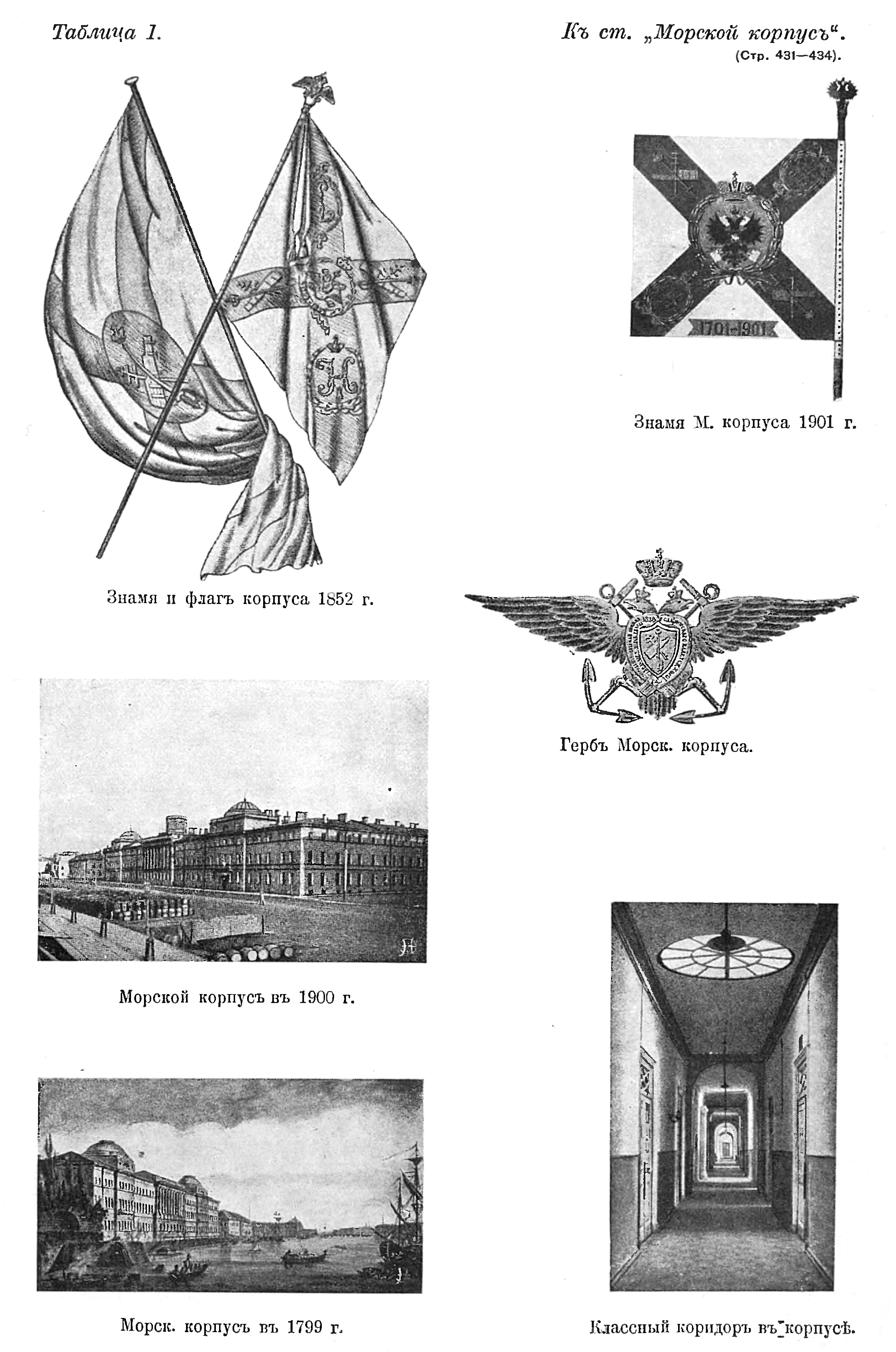
Cuerpo de Cadetes del Mar

### Etapa imperial
El 14 de enerojul./ 25 de enero de 1701greg., Pedro el Grande fundó una escuela de navegación en Moscú que estaba ubicada en la Torre Sújarev. Se trasladó en 1715 a San Petersburgo, convirtiéndose en la Academia de la Guardia Naval. Pedro el Grande siguió de cerca la organización y el programa de estudios. En 1732 se mudó al Palacio Ménshikov, que había sido confiscado al antiguo favorito del zar que había caído en desgracia. La fecha del 17 de febrerojul./ 28 de febrero de 1732greg., día de las primeras lecciones, se considera la de la fundación de la nueva academia. Ese año había cincuenta y seis estudiantes. Su primer director fue un francés, el barón de Saint-Hilaire. Fue rebautizado en 1752 como «Cuerpo naval de cadetes caballeros» e incluyó a 360 estudiantes. Los estudiantes de las clases superiores eran llamados «Guardias marinos» y los de las dos clases más jóvenes, «cadetes». El cuerpo naval está ubicado en las instalaciones del Palacio Münnich, en la isla Vasílievski, en la esquina del Gran Malecón del Neva y de línea 12. Diez años después, el cuerpo pasó a llamarse «Cuerpo de cadetes de la Marina» o «Cuerpo de cadetes navales». Todos los edificios se quemaron en 1771, durante la peste rusa de 1770-1772, y la institución se trasladó a Kronstadt, donde permaneció hasta 1796.
Pablo I, que se había nombrado a sí mismo almirante general, expresó en noviembre de 1796 el deseo de que el cuerpo se acercara al almirantazgo general. Desde entonces, el establecimiento siempre ha estado en el mismo lugar de San Petersburgo.
Había 505 estudiantes en 1826. En 1827 se crearon clases de oficiales que en 1862 formaron la nueva «Curso Académico de Ciencias Navales», renombrado en 1877 como «Academia Naval Nicolás», germen de la actual Academia Militar Naval .
El cuerpo naval pasa a llamarse «Academia naval» en la década de 1860 y recupera su antiguo nombre de «Cuerpo de cadetes navales», en 1891 y reorganizada en 1894, con seis promociones de 320 alumnos. Las tres primeras clases forman parte del ciclo común, y las tres clases superiores forman parte del ciclo de especialidad. Para ingresar a las clases de núcleo común, era necesario haber completado exitosamente tres clases de educación general, o tener el nivel requerido. El acceso a la escuela se realizó mediante un examen. La escuela estaba bajo la administración del Ministerio de Marina. Los guardias marinos que completaron sus estudios, si habían completado con éxito los cursos teóricos y prácticos, fueron elevados al otoño siguiente, después de un viaje de estudios, al rango de michman.
El Cuerpo de Cadetes de la Armada cerró sus puertas a principios de 1918.

### Etapa soviética
Durante 1918 se abrió un nuevo establecimiento en el recinto. Se nombra de 1926 a 1998 «Escuela Naval Militar Superior Frunze», que lleva el nombre del ex Comisario del Pueblo de la Armada, Mijaíl Frunze (1885-1925).

### Federación de Rusia

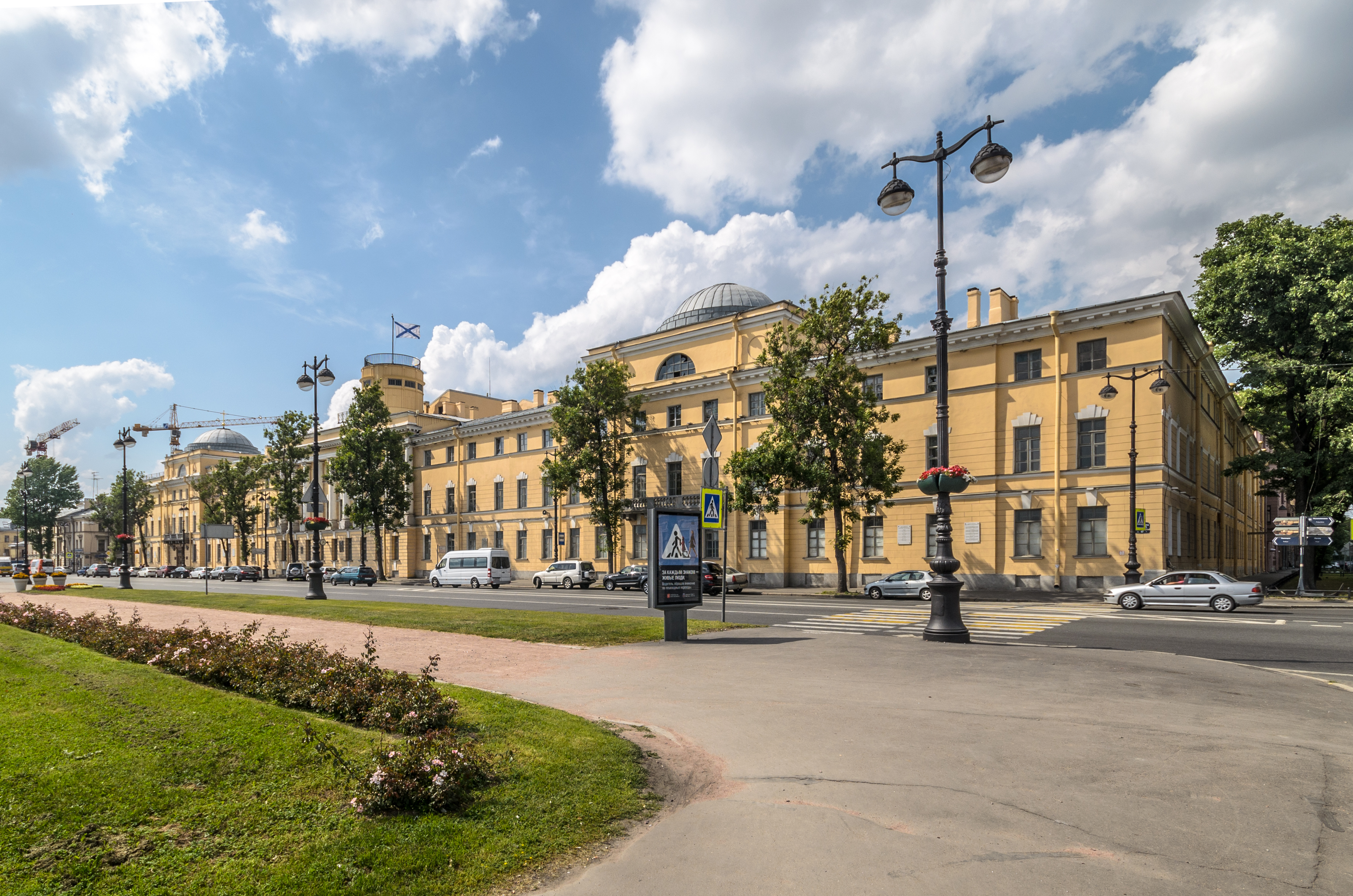
Fachada del cuerpo de cadetes navales Pedro el Grande, en 2014.

Esta institución se fusiona el 1 de noviembre de 1998 con la Escuela Marítima Naval Superior de la Komsomol de Lenin. Más tarde, en 2001, con motivo del tricentenario de la fundación de la escuela militar, se renombró la institución como «Cuerpo de Cadetes Navales Pedro el Grande del Instituto Naval de San Petersburgo».
Actualmente en San Petersburgo hay tres instituciones de cadetes navales: el Cuerpo de cadetes navales de Pedro el Grande, el Cuerpo de cadetes navales de Kronstadt y la Academia Militar Naval Almirante Kuznetsov.
El 4 de septiembre de 2007 tuvo lugar una exposición en el antiguo Palacio Ménshikov dedicada al Cuerpo de cadetes navales.

## Festividad
La festividad del Cuerpo de Cadetes de la Armada se celebraba el 6 noviembre (en el calendario juliano), festividad de San Pablo. Solía consistir en una ceremonia religiosa, seguida de un pequeño desfile militar y una comida con ganso como plato principal. La cita solía cerrarse por la tarde con un baile en sociedad. El padrino del cuerpo, el gran duque Alejandro Mijáilovich, asistió todos los años.

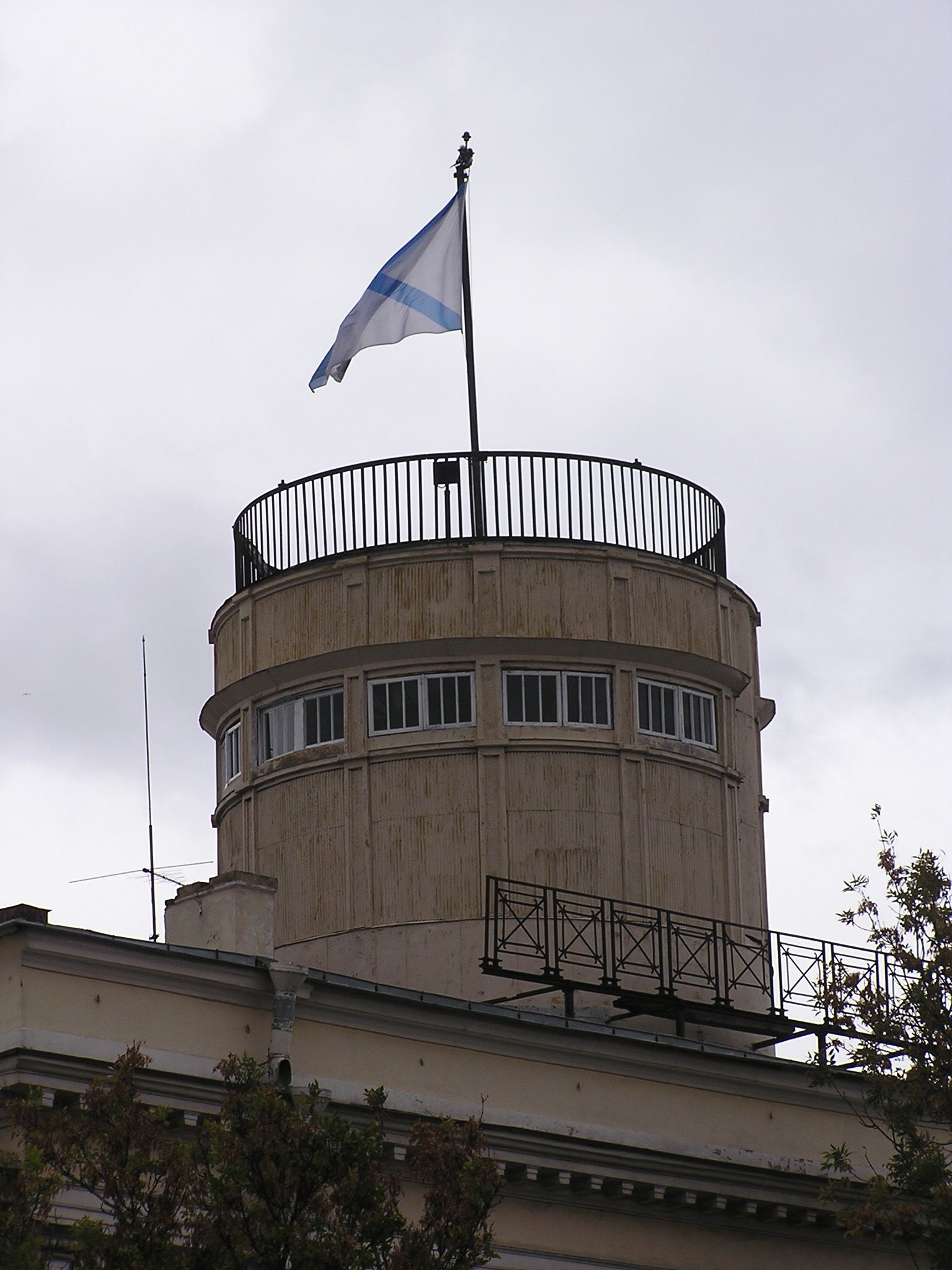
Bandera naval rusa (cruz de San Andrés)